# Les Anges (film)
Pour les articles homonymes, voir Les Anges.
Pour plus de détails, voir Fiche technique et Distribution.
Les Anges est un film français réalisé par Jean Desvilles et sorti en 1973.

## Fiche technique
- Titre : Les Anges
- Réalisateur : Jean Desvilles assisté de Jean-Luc Voulfow
- Scénariste : Jean Desvilles
- Musique: François de Roubaix
- Genre : comédie dramatique
- Durée : 87 minutes
- Date de sortie : 23 août 1973

## Distribution
- Bruno Pradal : Jean-Paul, alias Larry I
- Didier Haudepin : Christian, alias Larry II
- Michel Bouquet : Maurice, le patron du garage
- Sophie Boudet : Brigitte, la femme de Maurice
- Louis Velle : l'inspecteur de police
- Madeleine Ozeray : Amélie,la vieille femme
- Christian Chevreuse : le chauffeur de taxi
- Françoise Prévost : Anne, l'agent immobilier
- Corinne Le Poulain : Martine, la fille d'Anne
- José Luis de Vilallonga : Bernard, l'architecte, ami d'Anne
- Jean Martinelli : le notaire
- Bernard Musson : le concierge de Maurice
- Vicky Messica : le concessionnaire
- Roland Urban : le concessionnaire

## DVD
- sortie en DVD